# Casino de Torrevella
El Casino de Torrevella està situat en el passeig Vista Alegre número 14 de la ciutat de Torrevella (Baix Segura), País Valencià. És un edifici privat seu de la Societat Cultural Casino de Torrevella. D'estil modernista valencià i historicista, va ser construït l'any 1896.
L'edifici va ser projectat pels arquitectes José Guardiola Picó i Tomás Aznar en 1896. El seu estil arquitectònic és el modernisme valencià. Va ser inaugurat el 10 d'agost de 1896.
Consta de planta baixa i una única altura. Destaca en l'entrada a l'edifici la porta d'estil modernista amb tres columnes. A l'interior es troba el saló de ball d'estil modernista, decorat amb treginat d'escaiola, ornamentació vegetal i escultures de dracs. Una de les seues habitacions més destacades és el saló àrab de clara influència neonassarita, alçat l'any 1901. L'habitació està decorada amb mobiliari d'estil àrab.
El saló principal va ser decorat pel pintor murcià Inocencio Medina Vera, qui va il·lustrar en uns murals les estacions de l'any. L'artista murcià Enrique Álvarez Sales va realitzar la decoració de la sala de jocs del primer pis.
Durant la guerra civil espanyola, el casino va ser convertit en una caserna de l'exèrcit republicà. Després de la contesa, va ser restaurat per reparar els danys sofrits.